# Kleiton Domingues
Kleiton Domingues (født 2. april 1988) er en brasiliansk fodboldspiller.